# Penalva
Penalva est une municipalité brésilienne située dans l'État du Maranhão.